# Manuel Macário do Nascimento Clemente
Manuel José Macário do Nascimento Clemente (Torres Vedras, 16 juli 1948) is een Portugees geestelijke en een kardinaal van de Rooms-Katholieke Kerk.
Clemente werd op 29 juni 1979 priester gewijd. Op 6 november 1999 werd hij benoemd tot hulpbisschop van Lissabon en tot titulair bisschop van Pinhel; zijn bisschopswijding vond plaats op 22 januari 2000. Op 22 februari 2007 werd hij benoemd tot bisschop van Porto.
Op 18 mei 2013 werd Clemente benoemd tot patriarch van Lissabon, als opvolger van José da Cruz Policarpo die met emeritaat was gegaan.
Clemente werd tijdens het consistorie van 14 februari 2015 kardinaal gecreëerd. Hij kreeg de rang van kardinaal-priester. Zijn titelkerk werd de Sant'Antonio in Campo Marzio.
Clemente ging op 10 augustus 2023 met emeritaat.
- Gemeinsame Normdatei: 143266497
- International Standard Name Identifier: 0000 0001 1950 5672
- Library of Congress Control Number: nr97040101
- Nationale Bibliotheek van Tsjechië: jo20231195753
- Système universitaire de documentation: 069051453
- Virtual International Authority File: 63917185
- WorldCat: E39PBJfcJYBXkqqJQPXtVBbrv3

Tomás de Almeida · José Manoel da Câmara · Francisco de Saldanha da Gama · Fernando de Sousa da Silva · José Francisco Miguel António de Mendonça · Carlos da Cunha e Menezes · Patrício da Silva · Francisco de São Luís Saraiva  · Guilherme Henriques de Carvalho · Manuel Bento Rodrigues da Silva · Inácio do Nascimento de Morais Cardoso · José Sebastião de Almeida Neto · António Mendes Belo · Manuel Gonçalves Cerejeira · António Ribeiro · José da Cruz Policarpo · Manuel Macário do Nascimento Clemente · Rui Manuel Sousa Valério